# Роро
Роро (фр. Roro) — город и супрефектура в Чаде, расположенный на территории региона Среднее Шари. Входит в состав департамента Лак-Иро.

## Географическое положение
Город находится в южной части Чада, к югу от реки Саламат, к северу от реки Кейта, на высоте 356 метров над уровнем моря.
Роро расположен на расстоянии приблизительно 503 километров к юго-востоку от столицы страны Нджамены.

## Население
По данным официальной переписи 2009 года численность населения Роро составляла 17 669 человека (8937 мужчин и 8732 женщины). Население супрефектуры по возрастному диапазону распределилось следующим образом: 50,8 % — жители младше 15 лет, 44,3 % — между 15 и 59 годами и 4,9 % — в возрасте 60 лет и старше.

## Транспорт
Ближайший аэропорт расположен в городе Кьябе.